# Parc national de la Gauja
Le parc national de la Gauja, créé en 1973 sur 917,45 km² dans la région Vidzeme, est le plus grand et le plus ancien parc national de Lettonie. Il est également le plus grand parc national des pays baltes. Il compte de nombreuses pistes de ski et plusieurs châteaux, le château de Sigulda et Turaida à Sigulda ainsi que le chateau du Moyen Âge et le nouveau à Cēsis.

## Localisation
Le parc est situé au nord-ouest de Riga. Il s'étend du nord-est de Cēsis au sud-ouest de Sigulda, le long de la vallée de la Gauja qui suit elle-même une ligne générale nord-est / sud-ouest, et qui traverse le parc sur 100 km.

## Géologie
Le parc en général, et la vallée de la Gauja en particulier, sont taillés dans les roches du Dévonien, typifié par de vieux grès rouges ou rougeâtres.
La grotte de Gūtmans près de Sigulda est la plus large et la plus haute de toutes les grottes des pays baltes.

## Description
La partie la plus pittoresque de l'ancienne vallée de la Gauja est celle qui va de Valmiera à Murjāņi. À Valmiera (pointe nord-est du parc), la vallée fait 20 m de profondeur. À Sigulda, après un trajet de rivière de 95,3 km de long et quelques km avant Murjāņi, la vallée atteint 85 m de profondeur et plus de 2,5 km de large par endroits.
Le parc est associé à plusieurs zones détachées de valeur écologique particulière : Nurmižu Gravis, la forêt de Roču, les anciennes rives d'Inciems (57° 15' 16.84" N, +24° 52' 51.15" E) et la réserve du marais de Sudas (57° 9' 0.13" N, 25° 0' 0" E).

## Tourisme
Les destinations touristiques principales sont Sigulda, souvent appelée « la Suisse de Vidzeme » ; ainsi que les châteaux de Turaida et de Krimulda, et Cēsis où on trouve la plus ancienne brasserie d'Europe du Nord, datant de 1590.

### Nature
Les forêts occupent environ 47 %, soit près de la moitié du territoire. On trouve sur le territoire près de 900 espèces de plantes, 149 espèces d’oiseaux et 48 espèces de mammifères. Depuis 2004, la parc fait partie du réseau Natura 2000.
L'enceinte du parc regorge de possibilités de découvertes de la nature. Au niveau de Ligatne, il y a un parc animalier. La descente de la Gauja en canoë permet d'admirer la diversité aviaire. Sigulda et ses environs sont particulièrement beaux au printemps : pendant cette période de floraison des cerisiers sauvages la vallée devient presque entièrement blanche. Les couleurs très diverses des feuillages en automne attire de nombreuses personnes appréciant "l'automne doré". Les touristes motorisés, marcheurs et cyclistes disposent de nombreux chemins et routes dans le parc.

### Archéologie
Le parc contient plus de 500 monuments culturels et historiques : forts, châteaux, églises, moulins à eau et à vent, et autres monuments archéologiques, architecturaux et artistiques. Au château du lac de Āraišu se trouve sur une île au milieu du lac un ancien village datant des IXe – Xe siècles. Près de Ligatne se trouve un bunker souterrain autrefois secret, construit pour abriter les dirigeants russes en cas de guerre nucléaire. La grotte de Gūtmans, près de Sigulda, attire chaque année des milliers de visiteurs.

### Sports
Un tunnel à vent vertical, l'Aerodium, permet des vols libres.
Sports d'eau
En été la Gauja en particulier voit de nombreuses embarcations. Des camps et des hébergements sont disponibles le long des rivières Gauja, Amata et Brasla.
Ski
La vallée de la Gauja possède des pentes variées pour les skieurs. En hiver Sigulda devient une station de ski. Sa piste de bobsleigh et son toboggan ont vu de nombreux champions et participants des Jeux olympiques s'y entraîner.

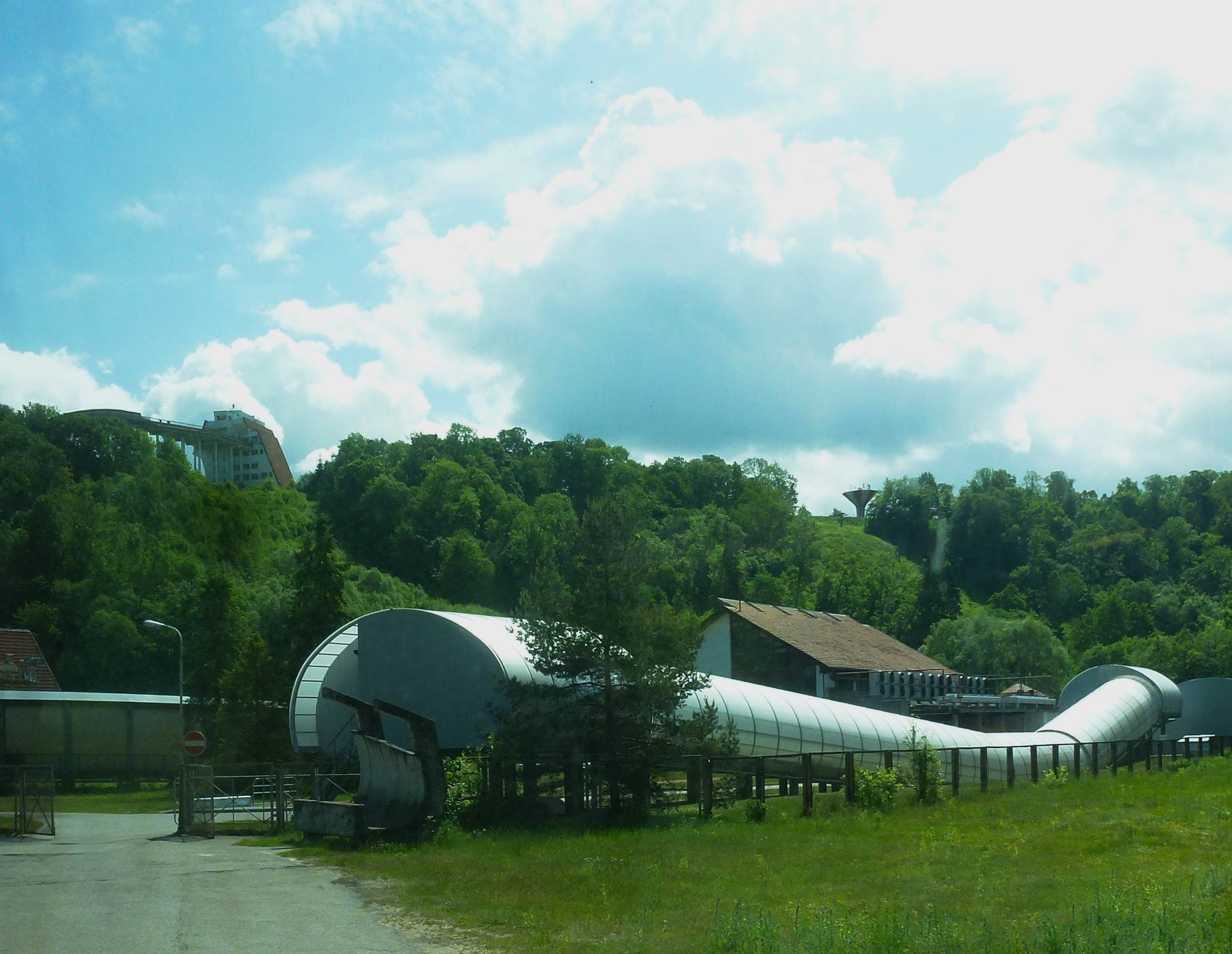
La piste de bobsleigh et son toboggan

De plus amples informations sur le parc sont disponibles à l'office de tourisme de Sigulda.

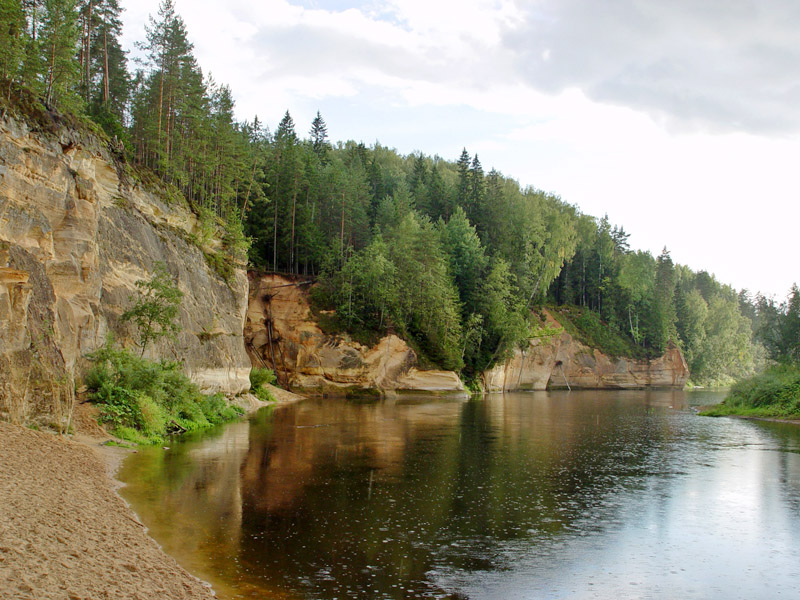
Les falaises des aigles sur la Gauga
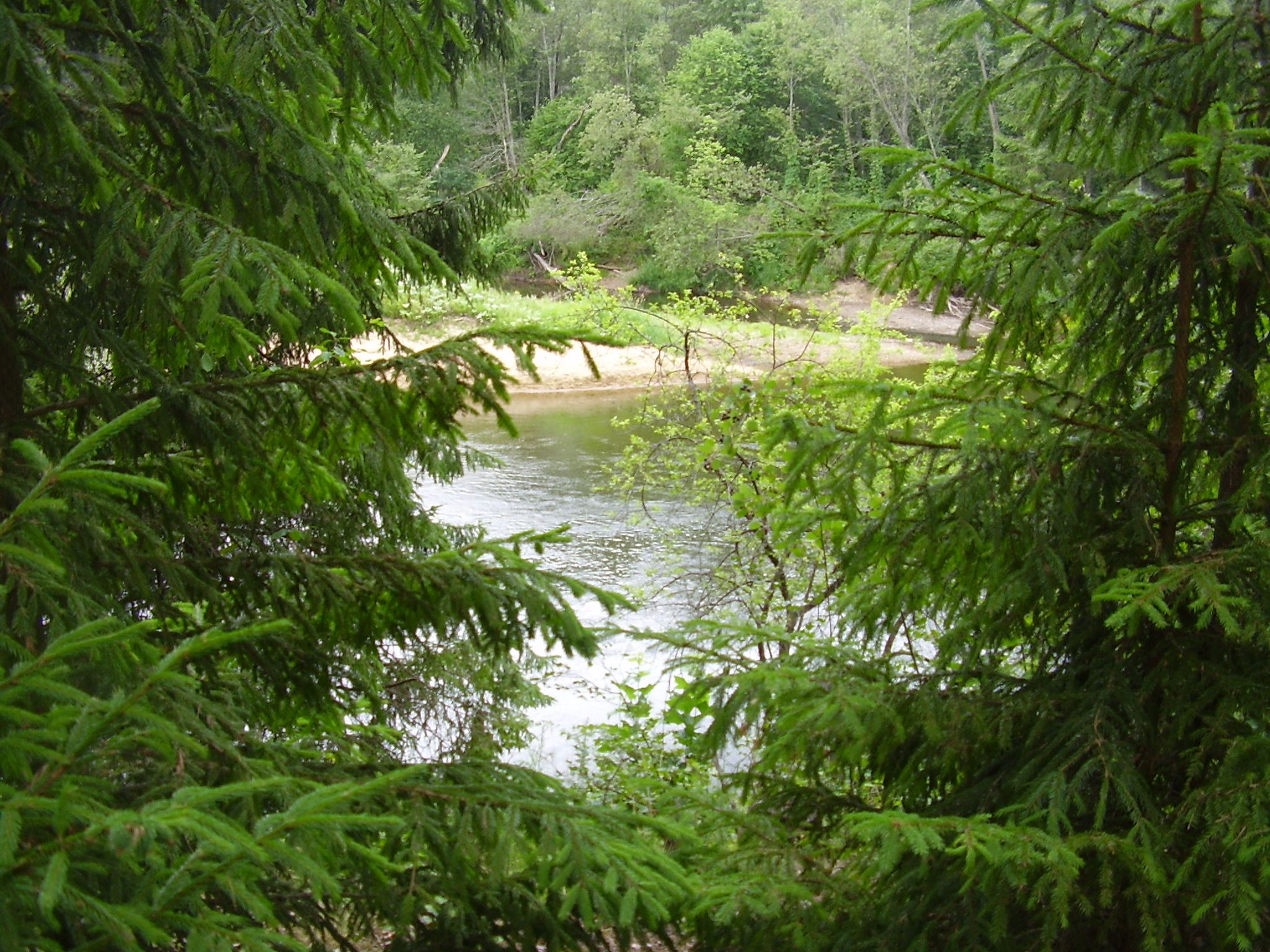
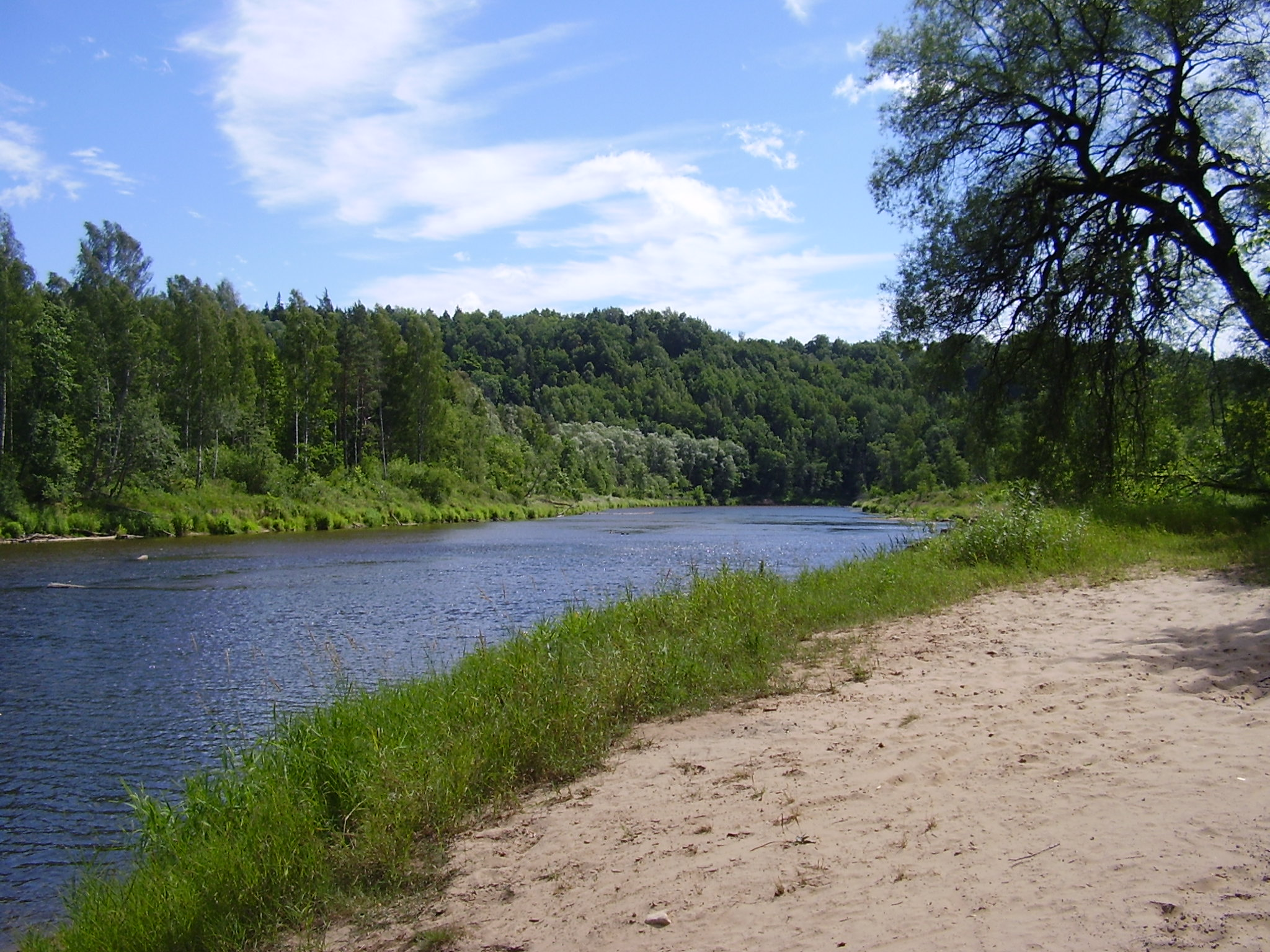
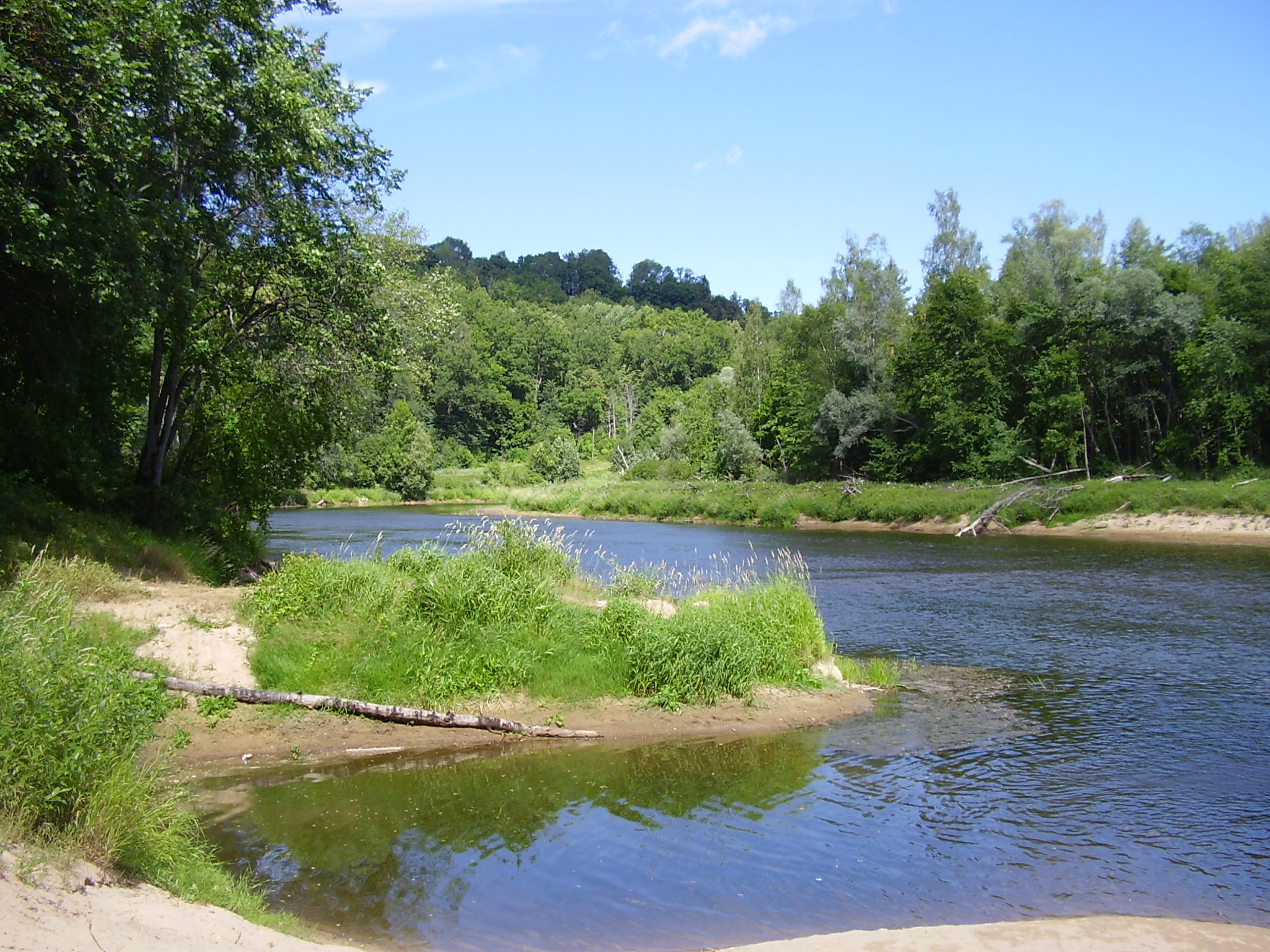
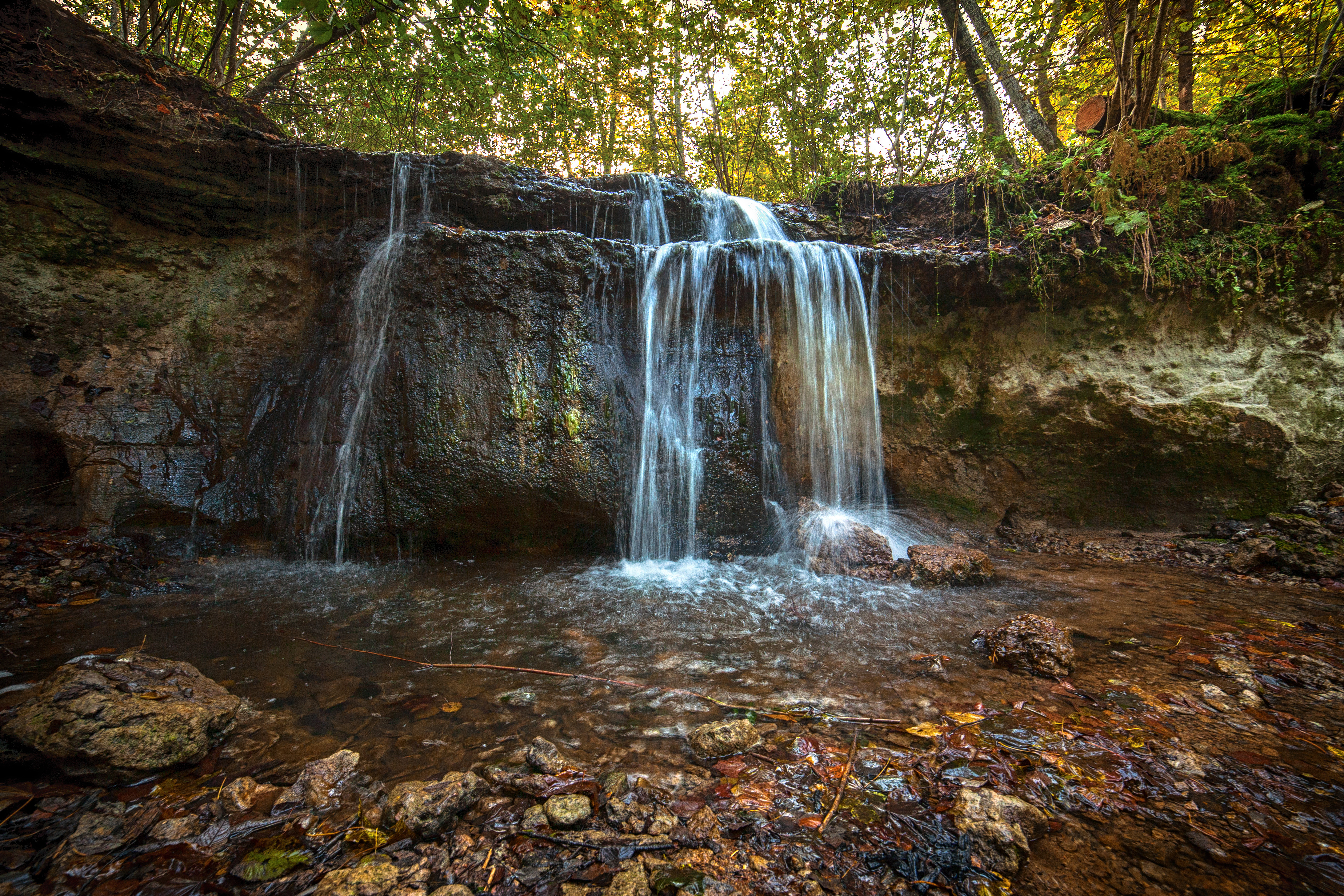
Chutes de la Dauda.
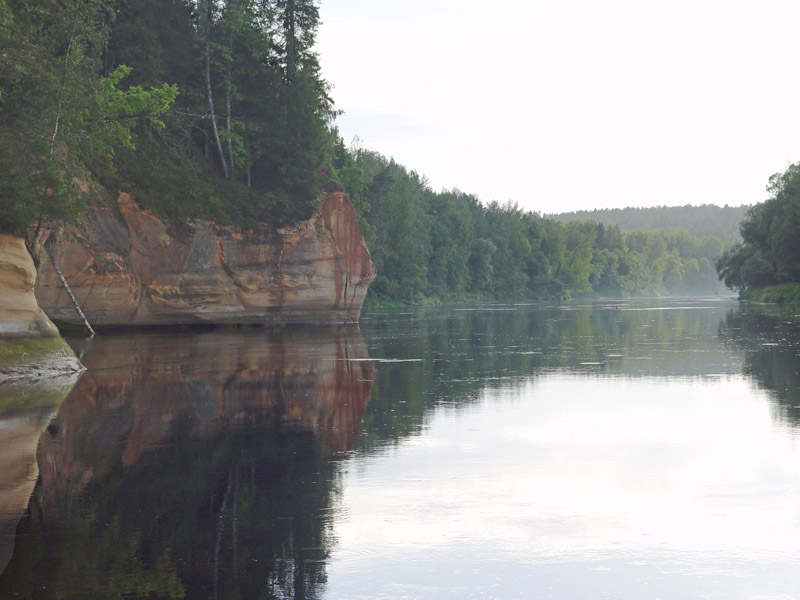
Falaises de grès sur la rivière Gauja près de Cēsis